# Mount Rossel
Mount Rossel är ett berg i Antarktis. Det ligger i Östantarktis. Norge gör anspråk på området. Toppen på Mount Rossel är 2 250 meter över havet.
Terrängen runt Mount Rossel är huvudsakligen platt, men österut är den kuperad. Trakten är obefolkad. Det finns inga samhällen i närheten. 